# メガワールドTop Hits 10
『メガワールドTop Hits 10』（メガワールド トップ ヒッツ テン）は、エフエムとよたが制作を担当しエフエム岡崎を結び２局ネットで2008年1月から放送していた音楽ヒットチャートを紹介するラジオ番組（カウントダウン番組）である。

## 放送日時
- 土曜日 13:00 - 14:00（2008年1月～2010年3月）
- 土曜日 12:00 - 13:00 （2010年4月～終了時）

## 歴代パーソナリティ
- 川瀬明子（タレント・モデル）＜初代：2008年1月～2009年3月＞
- 井駒彩（タレント・モデル）＜２代目：2009年4月～2010年3月＞
- 中川愛（タレント・モデル）＜３代目：2010年4月～2011年3月＞
- 加藤里奈（タレント・モデル） ＜４代目：2011年4月～2012年3月＞
- 西村慶子（タレント・モデル）＜５代目：2012年4月～2013年3月＞
- 高尾志伊奈（タレント・モデル）＜６代目：2013年4月～2014年3月＞
- 西澤梨花（タレント・モデル）＜７代目：2014年4月～終了＞

## 内容
- メガワールド[1]岡崎本館の特設サテライトスタジオからの公開生放送。
- タワーレコード岡崎店のシングルCD売り上げに基づき、西三河地方の最新ヒット曲10曲をカウントダウン形式で紹介。
- 毎週、店員がオススメする眼鏡を掛けて[誰が?]放送。
- 毎週番組中盤に、番組一押しの曲をアーティスト・コメントとともに紹介するコーナーが設けられていた。（2008年1月～2013年03月まで）
- 地元で活動するサークルやグループを紹介するコーナーがある。